# Струмилло, Юзеф
Ю́зеф Струми́лло (пол. Józef Strumiłło; 1774, Вильно — 18 июля 1847) — польский и затем российский учёный-садовод, пчеловод и научный писатель
.

## Биография
Родился в Вильне, окончил Главную школу Великого княжества Литовского. Был на протяжении 25 лет секретарём дворянства Виленской губернии, В 1821—1825 годах был маршалком Виленского повята. В 1825 году был отправлен в Воронеж по вопросам сотрудничества с Патриотическим обществом. С 1830 года жил в Вильне, где создал крупное садоводческое хозяйство, которое скоро приобрело всеобщую известность под названием «Сад Струмилло» (до нашего времени не сохранился) и широкую популярность. Он первым на территории современной Литвы положил начало искусственному садоводству, показывая своим примером, как можно соединить полезное с приятным, и его сочинения в этом отношении имели большую цену. Занимался также пчеловодством, имел пасеку с несколькими ульями, ставил научные эксперименты, писал труды по пчеловодству. Стремился распространять свои сельскохозяйственные знания среди крестьян, делился практическим опытом своих наблюдений, читал лекции, регулярно писал статьи в «Dziennik Wileński».
Работы его авторства: «Ogrody północne» (Вильна, 1820, 3 тома, 7 изданий); «Rocznik ogrodniczy» (II издание, 1834);«Pszczolnictwo ogrodnicze czyli domowe» (1837); «Słownik kwiatowy» (1834); «Traktat czyli nauka o georginijach» (1845).

## Память
Именем Юзефа Струмилло по решению совета самоуправления города Вильнюсе 31 августа 2011 года названа одна из улиц (Juozapo Strumilos gatvė) в районе Науйининкай.